# Jaime Faria
Jaime Faria (* 6. August 2003 in Lissabon) ist ein portugiesischer Tennisspieler.

## Karriere

### Bis 2021: Junior Tour
Faria war zwischen 2019 und 2021 auf der ITF Junior Tour aktiv. Dort gewann er einen Einzel- und zwei Doppeltitel und platzierte sich auf Rang 106 in der Junioren-Rangliste. Er trainiert am Centro de Alto Rendimento der Federação Portuguesa de Ténis.

### 2021–2023: Erste Jahre als Profi
Bei den Profis spielte Faria erste Turniere 2021. In diesem Jahr erzielte er erste Erfolge im Doppel, als er bei zwei Turnieren der ATP Challenger Tour im Doppel eine Wildcard mit Luis Faria erhielt. Sowohl in Braga als auch in Lissabon schieden sie erst im Halbfinale aus. Dabei profitierten sie aber jeweils auch von einem Freilos. In der Weltrangliste schloss Faria das Jahr im Doppel auf Platz 632 ab, während er im Einzel noch außerhalb der Top 1000 stand. Das änderte sich 2022, als Faria zwei Einzeltitel auf der drittklassigen ITF Future Tour für sich entschied und er sich auf Rang 591 verbesserte. Im Doppel war er ebenfalls zweimal siegreich, wozu 2023 drei weitere Titel kamen. Er spielte seit diesem Jahr mit Henrique Rocha als festem Partner und schaffte in Oeiras und Lissabon die ersten Einzüge in ein Challenger-Endspiel. Für Aufsehen sorgte ein Ausraster Farias bei einem Turnier in Oeiras Anfang des Jahres, als er mit einem Schlägerwurf in einem Doppelmatch beinahe seine Gegner Courtney John Lock und Aziz Dougaz am Kopf traf. Er blieb überraschenderweise ohne Strafe und gewann das Match. Im Einzel blieb Faria titellos, zog aber bei einigen Challengers das erste Mal ins Hauptfeld ein. In Porto besiegte er die Nummer 143 der Welt, Hugo Gaston, in der ersten Runde. Am Jahresende stand er auf Platz 410 im Einzel und 221 im Doppel.

### Ab 2024: Einzug in die Top 200
Beim ersten Turnier des Jahres in Oeiras zog Faria das erste Mal in ein Challenger-Viertelfinale ein. Im Februar des Jahres begann Faria eine Serie von 20 Siegen in Folge, woraus vier Future-Titel resultierten. Er wurde von der ITF zum Spieler des Monats März gewählt. Im April qualifizierte sich Faria durch zwei Siege in Estoril erstmals für ein Turnier der ATP Tour. Im Hauptfeld unterlag er David Jordà Sanchis aus Spanien. Bei zwei weiteren Challengers in Oeiras erreichte er zunächst sein erstes Halbfinale und im Mai das Endspiel. Gegen Elias Ymer setzte er sich dort in drei Sätzen durch, womit er in unter die 200 besten Tennisspieler im Ranking vorrückte. Durch seine Position war er für die Qualifikation zu den French Open zugelassen. Nach zwei glatten Siegen dort verlor er im Entscheidungsmatch um sein erstes Grand-Slam-Turnier gegen Felipe Meligeni Alves aus Brasilien. Ein Halbfinale beim Challenger in Porto sowie seine zweite ATP-Tour-Teilnahme in Båstad stellten die weiteren Höhepunkte der Saison dar, in der er bis auf Platz 155 stieg. Auf dem Doppel lag für Faria in diesem Jahr weniger Fokus. Dennoch gewann er seinen sechsten Future-Titel und in Ostrava und Cassis mit Henrique Rocha zwei Challengers.
Im September 2024 wurde Faria das erste Mal für die portugiesische Davis-Cup-Mannschaft nominiert. In der Partie gegen Norwegen verlor er seine beiden Einzelmatches und sein Doppelmatch.

## Erfolge
| Legende (Anzahl der Siege) |
| Grand Slam                 |
| ATP Finals                 |
| ATP Tour Masters 1000      |
| ATP Tour 500               |
| ATP Tour 250               |
| ATP Challenger Tour (4)    |

### Einzel

#### Turniersiege
| Nr. | Datum            | Turnier  | Belag | Finalgegner           | Ergebnis       |
| --- | ---------------- | -------- | ----- | --------------------- | -------------- |
| 1.  | 18. Mai 2024     | Oeiras   | Sand  | Elias Ymer            | 3:6, 7:63, 6:4 |
| 2.  | 27. Oktober 2024 | Curitiba | Sand  | Felipe Meligeni Alves | 6:4, 6:4       |

### Doppel

#### Turniersiege
| Nr. | Datum             | Turnier | Belag     | Partner        | Finalgegner                     | Ergebnis  |
| --- | ----------------- | ------- | --------- | -------------- | ------------------------------- | --------- |
| 1.  | 27. April 2024    | Ostrava | Sand      | Henrique Rocha | Jakob Schnaitter Mark Wallner   | 7:5, 6:3  |
| 2.  | 7. September 2024 | Cassis  | Hartplatz | Henrique Rocha | Manuel Guinard Matteo Martineau | 7:65, 6:4 |